# دوري كرة القدم الأمريكية 1960–61
دوري كرة القدم الأمريكية 1960–61 هو موسم من دوري كرة القدم الأمريكية ‏. فاز فيه Philadelphia Ukrainians ‏.